# Klobbarna, Kimitoön
Klobbarna är en ö i Finland.   På tidigare sjökort har ön även gått under namnet Holmklobb. Den ligger i kommunen Kimitoön i den ekonomiska regionen  Åboland  och landskapet Egentliga Finland, i den södra delen av landet, 140 km väster om huvudstaden Helsingfors. Närmsta orter är Kasnäs norr om Klobbarna samt Hitis och Rosala söder om ön.
Ön är bebyggd med fritidshus för sommarboende. 1961 inköptes ön av dåvarande VD för LM Ericsson, Sven Ture Åberg som sommarnöje. Ön är fortfarande i släktens ägo.

## Natur
Naturen på ön domineras av typisk skärgårdsnatur. Bland träden dominerar tall och björk med inslag av gran och sälg. Övrig flora domineras av blåbär och lingon, mossor och lavar, samt örter typiska för skärgårdsnatur. Till de senare kan räknas styvmorsviol, fackelblomster, kärleksört, gul fetknopp, älggräs, strandkvanne, mjölkört, samt skvattram.
Djurlivet på ön domineras av småfågel, sjöfågel, smågnagare, reptiler, och insekter. Huggorm och snok är båda talrika liksom vanlig padda. Olika typer av möss och sorkar liksom ekorre utgör däggdjuren på ön, även om enstaka större däggdjur passerar tillfälligt. Gråsäl förekommer i vattnen runt Klobbarna.
Bland de vanligt förekommande sjöfåglarna runt ön kan räknas ejder, som häckar på ön, storskrak, silltrut, gråtrut, fiskmås, fisktärna, storskarv, samt i ovanliga fall svärta. Havsörn förekommer vanligt runt ön. Orre förekommer tillfälligt i de skogbeklädda delarna av ön.

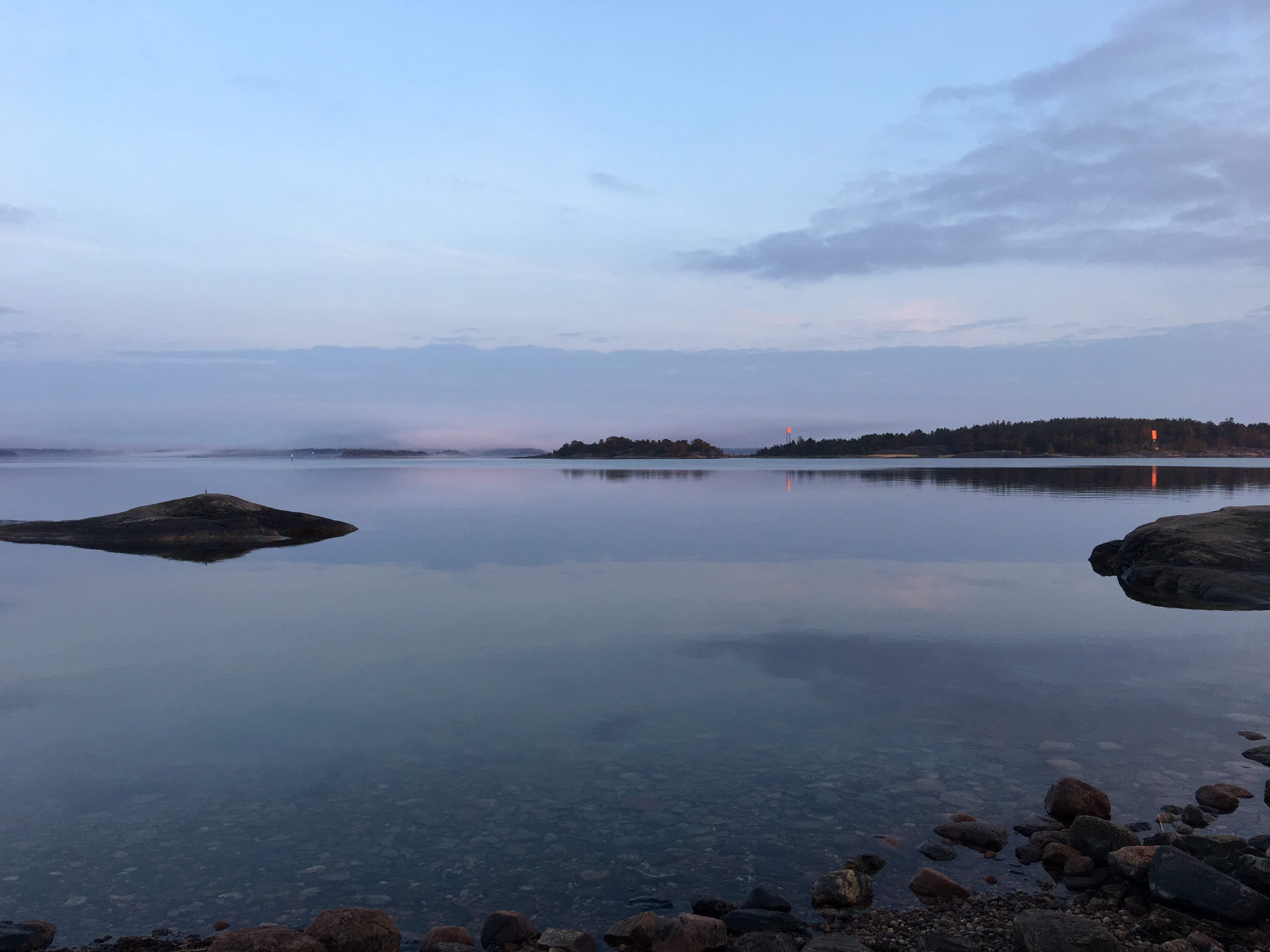
Utsikt från Klobbarna söderut mot Rosala

## Klimat
Inlandsklimat råder i trakten. Årsmedeltemperaturen i trakten är 5 °C. Den varmaste månaden är augusti, då medeltemperaturen är 18 °C, och den kallaste är februari, med −6 °C.